# Lyle Idoine
Lyle Idoine (* 7. Juli 1988 in Auckland) ist ein ehemaliger neuseeländischer Eishockeyspieler, der den Großteil seiner Karriere beim Botany Swarm in der New Zealand Ice Hockey League spielte.

## Karriere
Lyle Idoine spielte seit Beginn seiner Karriere als Eishockeyspieler zunächst in der Mannschaft von Botany Swarm (bis 2007: South Auckland Swarm) in der New Zealand Ice Hockey League. Mit diesem Team aus Auckland wurde er 2007, 2008, 2010 und 2011 neuseeländischer Meister sowie 2006 Vizemeister. Zwischenzeitlich spielte er während der jährlichen Spielpausen auf der Südhalbkugel, aber auch in Europa. So war er in der Jugend des ukrainischen Klubs HK Sokil Kiew und später bei den Nottingham Lions in England. 2013 spielte er für die Sydney Bears in der Australian Ice Hockey League und beendete nach der Saison seine Karriere im Alter von nur 25 Jahren.

### International
Im Juniorenbereich spielte Idoine mit der neuseeländischen Auswahl bei den U18-Weltmeisterschaften 2004, 2005 und 2006 jeweils in der Division III sowie bei der U20-Weltmeisterschaft 2006 in der Division II und der U20-Weltmeisterschaft 2008 in der Division III.
Für die Herren-Nationalmannschaft nahm Idoine an der Weltmeisterschaft der Division III 2009 sowie der Weltmeisterschaft der Division II 2011 teil.

## Erfolge und Auszeichnungen
- 2007 Neuseeländischer Meister mit  dem South Auckland Swarm
- 2008 Aufstieg in die Division II bei der U20-Weltmeisterschaft der Division III
- 2008 Neuseeländischer Meister mit dem Botany Swarm
- 2009 Aufstieg in die Division II bei der Weltmeisterschaft der Division III
- 2010 Neuseeländischer Meister mit dem Botany Swarm
- 2011 Neuseeländischer Meister mit dem Botany Swarm

## Statistik
(Stand: Ende der Saison 2013)